# ブリヂストンカンツリー倶楽部
ブリヂストンカンツリー倶楽部（ブリヂストンカンツリーくらぶ Bridgestone Country Club）は、佐賀県鳥栖市にあるゴルフ場である。

## 概要
1926年（大正15年）、九鉄（現・西日本鉄道株式会社）の大保駅に程近くに「福岡ゴルフ倶楽部・大保ゴルフ場」（1944年（昭和19年）閉鎖、設計・川崎保）が会場された、その発起人に株式会社ブリヂストンの創業者・石橋正二郎がいた。石橋は「ゴルフは絶対普及する」と考えていた、久留米の正源寺山のブリヂストンの社宅には3ホールのゴルフ練習コースを造って練習していた。
戦後、1950年（昭和25年）、製造したゴルフボールのテスト場として、工場近くの筑後川の河川敷に目を付け、「使用許可を受け、社員動員で6ホールのゴルフ場を造った」、大いに賑わった。このコースは現在でも「筑後川リバーサイドスポーツセンター・豆津ゴルフ場」として残っている。
同じ頃、鳥栖市の朝日山の麓のブリヂストン工場に、社員が造ったミニゴルフ場があった。石橋はそれを見て、社員に「何か楽しみを与えないと」と、リバーサイドに本格的なゴルフ場を造る決心をしたのが始まり。
1956年（昭和31年）2月、コース設計はブリヂストン顧問であり福岡ゴルフ倶楽部・大久保ゴルフ場出身の三好徳行に依頼し、造成工事が着工された。翌1957年（昭和32年）9月23日、9ホールのゴルフ場が完成し、開場された。その後、地域活性化目的との鳥栖市の要請で、9ホールの造成工事が着工され、1965年（昭和40年）9月23日、9ホールが完成し、18ホールのゴルフ場が完成された。

## 所在地
〒841-0072 佐賀県鳥栖市村田町朝日986番地

## コース情報
- 開場日 - 1957年9月23日
- 設計者 - 三好 徳行
- 面積 - 550,000m2（約16.6万坪）
- コースタイプ - 丘陵コース
- コース - 18ホールズ、パー72、6,371ヤード、コースレート71.0
- フェアウェー - コウライ
- ラフ - ノシバ
- グリーン - 1グリーン、コウライ
- ハザード - バンカー72、池が絡むホール6
- ラウンドスタイル - キャディ付セルフ選択、全組5人乗り電磁誘導カート使用
- 練習場 - 10打席200ヤード
- 休場日 - 毎週月曜日、12月31日、1月1日・2日[4][5]

## クラブ情報
- ハウス面積 - 1,980m2（598.9坪）
- ハウス設計 - 株式会社ブリヂストン
- ハウス施工 - 梅林建設株式会社[4][5]

## ギャラリー
- コース - 「ブリヂストンカンツリー倶楽部」、コースガイド、2021年6月21日閲覧
- ハウス - 「ブリヂストンカンツリー倶楽部」、施設案内、2021年6月21日閲覧

## 交通アクセス
- 鉄道 - 鹿児島本線（JR九州） - 鳥栖駅より タクシー利用約10分[6]
- 道路 - 長崎自動車道 - 鳥栖ICより 6Km[6]

## 関連文献
- 『ゴルフ場ガイド 西版』、2006-2007、「ブリヂストンカンツリー倶楽部」、東京 ゴルフダイジェスト社、2006年5月、2021年6月21日閲覧
- 『美しい日本のゴルフコース BEAUTIFUL GOLF CULTURE IN JAPAN 日本のゴルフ110年記念 ゴルフは日本の新しい伝統文化である』、ゴルフダイジェスト社「美しい日本のゴルフコース」編纂委員会編、「社員の福利厚生を目的として工場跡地9万坪にアマの名手・三好徳行が設計」、東京 ゴルフダイジェスト社、2013年12月、2021年6月21日閲覧